# Andrzej Biernat (polityk)
Andrzej Zbigniew Biernat (ur. 11 sierpnia 1960 w Urzędowie) – polski polityk i nauczyciel, poseł na Sejm V, VI i VII kadencji, w latach 2013–2015 minister sportu i turystyki.

## Życiorys
Jest synem Wacława i Marianny. Ukończył w 1987 studia magisterskie na Wydziale Pedagogiki Wyższej Szkoły Pedagogicznej w Częstochowie, a w 2002 podyplomowe studia w Akademii Wychowania Fizycznego w Poznaniu w zakresie organizacji i zarządzania sportem.
W latach 1988–1996 pracował jako nauczyciel w szkole podstawowej w Konstantynowie Łódzkim. Był jednym z organizatorów, a do 1996 dyrektorem Centrum Sportu i Rekreacji w tym mieście. W 1997 wstąpił do Ruchu Odbudowy Polski, był wiceprzewodniczącym jego struktur w Łodzi. Należał do tej partii do 1999. W 2005 z listy Platformy Obywatelskiej został wybrany do Sejmu V kadencji w okręgu sieradzkim. W wyborach parlamentarnych w 2007 po raz drugi uzyskał mandat poselski, otrzymując 36 278 głosów. Po raz trzeci został posłem w wyborach parlamentarnych w 2011, uzyskując 25 721 głosów.
27 listopada 2013 został przez prezydenta Bronisława Komorowskiego powołany na urząd ministra sportu i turystyki. 22 września 2014 objął to samo stanowisko w rządzie Ewy Kopacz. W czerwcu 2015 premier poinformowała o złożeniu przez niego dymisji. Odwołany został przez prezydenta RP 15 czerwca.
Od grudnia 2008 do marca 2016 stał na czele struktur PO w województwie łódzkim. W listopadzie 2014 został pełniącym obowiązki sekretarza generalnego partii w miejsce Pawła Grasia. Ustąpił z tej funkcji w sierpniu 2015; zrezygnował także z kandydowania w wyborach parlamentarnych w tym samym roku. W 2016 przedstawiono mu zarzuty dotyczące nieprawidłowości w składanych przez niego oświadczeniach majątkowych. W 2022 został w I instancji skazany w tej sprawie przez Sąd Rejonowy dla Łodzi-Śródmieścia na 40 tysięcy złotych grzywny; prawomocnym wyrokiem z marca 2025 Sąd Okręgowy w Łodzi warunkowo umorzył wobec Andrzeja Biernata postępowanie karne. 